# Gare de Saint-Pierre (Vallée d'Aoste)
Pour les articles homonymes, voir Gare de Saint-Pierre.
La gare de Saint-Pierre (en italien, Stazione di Saint-Pierre) est une gare ferroviaire italienne de la ligne d'Aoste à Pré-Saint-Didier, située à Saint-Pierre dans la région autonome à statut spécial de la Vallée d'Aoste.
C'est une halte voyageurs de Rete ferroviaria italiana (RFI) qui était desservie par le train Trenitalia qui effectuait des navettes sur la relation Aoste - Pré-Saint-Didier.
En 2015, à la suite de la fermeture de la ligne d'Aoste à Pré-Saint-Didier, elle est fermée.

## Situation ferroviaire
Établie à environ 655 mètres d'altitude, la gare de Saint-Pierre est située au point kilométrique (PK) 8,250 de la ligne d'Aoste à Pré-Saint-Didier (voie unique non électrifiée), entre les gares de Sarre et de Villeneuve.

## Patrimoine ferroviaire
Le bâtiment passagers est en style valdôtain éclectique, en pierre, lauzes et bois, suivant le modèle de la grange l'Ôla du château d'Introd.